# Ліпно (озеро в Поморському воєводстві)
Ліпно (пол. Lipno) — озеро в Тухольських лісах, у Дзем'янській ґміні Косьцерського повіту Поморського воєводства Польщі. Площа озера 41 га, найбільша глибина — 6 м.
Озеро перебуває під охороною як орнітологічний та торф'яний об'єкт в межах заповідника «Ліпно і Ліпйонко», на території якого зафіксовано 48 видів птахів, включаючи 28 видів птахів, що гніздяться. На східному березі озера побудований оглядовий майданчик для орнітологічних спостережень.
Навколо озера — болота та луки, на західному березі розташований природний пам'ятник, що складається з семи ялівців, вік яких оцінюється приблизно в 100 років. 